# David N'Gog
David N'Gog (Gennevilliers, 1 april 1989) is een Frans voetballer die als aanvaller speelt.

## Carrière

### Paris Saint-Germain en Franse jeugdelftallen
Hij speelde in twee seizoenen Paris Saint-Germain 18 keer en trof maar 1 keer het doel. N'Gog is vooral belangrijk voor de Franse jeugdploegen. Voor het Franse onder de 17-elftal speelde hij 6 keer en scoorde hij 5 keer. Voor het Franse onder de 18-elftal speelde hij ook 6 keer en scoorde 2 keer. En als laatste het Franse onder de 19-elftal, daar speelde hij 3 keer voor en scoorde 3 keer. Ook zat hij bij de selectie van de gewonnen finale van de Coupe de la Ligue. Hij zat de hele wedstrijd op de bank.

### Liverpool
N'Gog tekende op 24 juli 2008 een contract voor vier jaar bij Liverpool. Liverpool betaalde 1.5 miljoen pond voor David. Hij speelde zijn eerste wedstrijd op 30 juni 2008 tegen Villarreal CF. Hij scoorde zijn eerste goal tegen Glasgow Rangers.

### Latere carrière
Hij speelde nog voor Bolton Wanderers en Swansea City voor hij in 2014 terugkeerde naar Frankrijk bij Stade de Reims. In het seizoen 2016/17 ging hij voor het Griekse Panionios spelen. Nadat hij een half jaar geen club had, sloot hij in januari 2018 aan bij het Schotse Ross County.

## Statistieken

### Clubs
| Seizoen | Club                | Wedstrijden | Doelpunten | Competitie           |
| ------- | ------------------- | ----------- | ---------- | -------------------- |
| 2006/07 | Paris Saint-Germain | 5           | 0          | Ligue 1              |
| 2007/08 | Paris Saint-Germain | 15          | 1          | Ligue 1              |
| 2008/09 | Liverpool           | 11          | 2          | Premier League       |
| 2009/10 | Liverpool           | 24          | 5          | Premier League       |
| 2010/11 | Liverpool           | 15          | 2          | Premier League       |
| 2011/12 | Bolton Wanders      | 33          | 3          | Premier League       |
| 2012/13 | Bolton Wanders      | 31          | 8          | Championship         |
| 2013/14 | Bolton Wanders      | 17          | 3          | Championship         |
| 2013/14 | Swansea City        | 3           | 0          | Premier League       |
| 2014/15 | Stade Reims         | 28          | 7          | Ligue 1              |
| 2015/16 | Stade Reims         | 16          | 3          | Ligue 1              |
| 2016/17 | Panionios           | 13          | 1          | Super League         |
| 2017/18 | Ross County FC      | 10          | 1          | Scottish Premiership |
| 2018/19 | Budapest Honvéd FC  | 21          | 3          | Nemzeti Bajnokság    |
| Totaal  | Totaal              | 242         | 39         |                      |

### Erelijst
- Winnaar Coupe de la Ligue 2008 (Paris Saint-Germain)
- Winnaar Sedaï Cup 2007 (Frankrijk onder de 19)
- Kampioen van Frankrijk onder de 18 (Paris Saint-Germain onder de 18)
- Topscorer Tournoi de Montaigu in 2005 (Frankrijk onder de 16)
- Topscorer Tournoi du Val de Marne in 2004 (Frankrijk onder de 16)